# Вельяминовская улица
Вельями́новская у́лица — улица в районе Соколиная Гора Восточного административного округа города Москвы. Проходит от Измайловского шоссе до Ткацкой улицы. Нумерация домов от Измайловского шоссе. Пересекается с Щербаковской улицей.

## Происхождение названия
Улица получила название в конце XIX века, по одним данным, по имени геодезиста Вельяминова, участвовавшего в планировке района Благуша, на территории которого располагалась улица, по другим данным, по имени начальника Московского удельного округа Григория Николаевича Вельяминова, в ведении которого находились московские пригороды.

## История
Улицы Благуши, в том числе Вельяминовская, начинают изображаться на картах Москвы с 1890-х гг. По состоянию около 1895 года, по ней проходила граница Москвы, отодвинутая от Камер-Коллежского вала. Со времени постройки Московской окружной железной дороги границы города ещё раздвинулись и включили всю Благушу.
До второй половины XX века на улице по обеим сторонам, кроме заводов «Вымпел» и «Базальт» в северной части, была малоэтажная, преимущественно деревянная, застройка. Эта застройка была полностью снесена в 1960—1970-е годы. На её месте по чётной стороне улицы в 1978 году был возведён 12-этажный дом (Вельяминовская улица, дом 6), отрезавший от улицы ранее примыкавшую к ней улицу Благуша. По нечётной стороне улицы к югу от Щербаковской улицы был разбит сквер, где с 1968 года располагается здание бывшего Первомайского райкома КПСС (ныне принадлежит Московскому комитету образования). К северу от Щербаковской улицы нечётная сторона была в 1960-е гг. застроена административными зданиями.

## Примечательные здания и сооружения
По чётной стороне:
- № 32 — ФГУП НПО «Базальт»
- № 34 — ОАО Московский машиностроительный завод «Вымпел»

## Транспорт
- Вблизи улицы располагается станция метро  Семёновская.
- По улице проходят автобусы т22, 36, 83, 141, 332, 469, 552, 634, 702, 730, н3.
- По Щербаковской улице проходят трамваи 11, 12, 32.

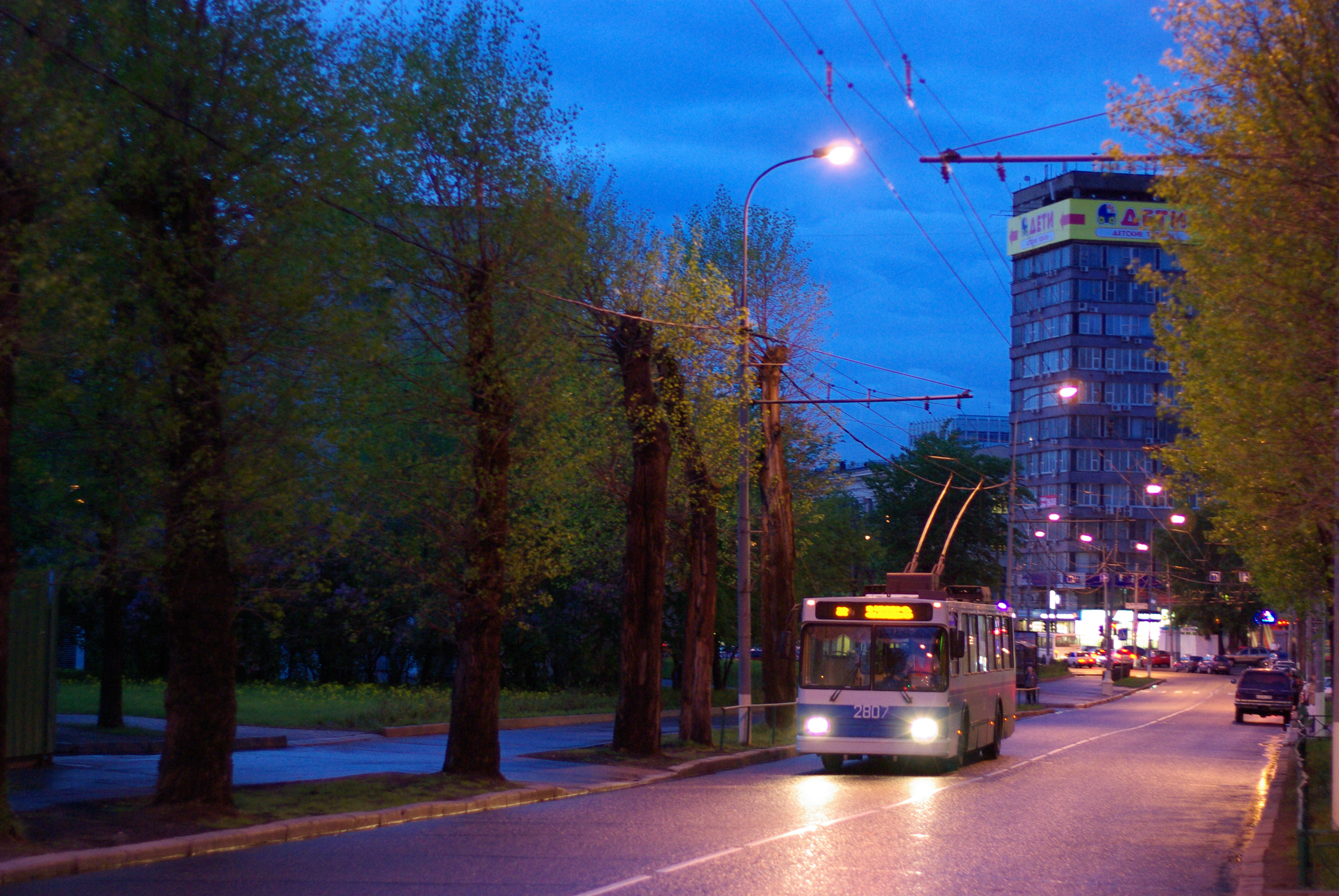
Троллейбус на Вельяминовской улице (2009)